# Pedro Luís de Sousa
Pedro Luís de Sousa também conhecido como Pero Luís de Sousa do Brasil (Ribeira Seca, ilha de São Jorge, Açores, 1460 — ?) foi um latifundiário português de origem nobre que terá vindo do reino (Portugal continental), para a ilha Terceira  com o seu pai Fernão Luís de Sousa, natural de Santarém.

## Biografia
Foi um terratenente de origem nobre dono de terras na ilha Terceira, especificamente de um monte conhecido como Monte Brasil, um antigo vulcão extinto, mesmo em frente à cidade de Angra do Heroísmo. Segundo os historiadores terá tomado o nome Brasil desses terrenos.
Pedro Luís vendeu o referido Monte Brasil em 1496 a João Vaz Corte Real, um navegador português do Século XV e profundamente ligado ao descobrimento da Terra Nova.
Teve terras de sesmaria na Calheta, ilha de São Jorge onde viveu antes de partir para o Brasil com um destacamento de colonos, para o Rio Grande do Sul, onde foi o fundador de uma dinastia que perdura até aos nossos dias no actual município de Viamão.

## Relações familiares
Foi filho de Fernão Luís de Sousa, natural da cidade de Santarém e casado com Margarida de Sousa (Leonardes).
Casou com Catarina Anes Pires, nascida em 1460 e irmã de Pedro Anes Rebelo e parente de Maria Abarca, esposa do João Vaz Corte Real, já referido, o que terá contribuído por razões familiares para a vendo do Monte Brasil.
Deste casamento nasceram:
1 – Inês Pires, casada com João Valido.
2 – Gaspar Nunes Brasil, casado com Marta Simoa.
3 – Isabel Pires de Sousa casada com André Gonçalves Teixeira.